# استاروارسلان‌بکوو
استاروارسلان‌بکوو (انگلیسی: Staroarslanbekovo) یک شهرک در شهرستان تویمازینسکی استان باشقیرستان کشور روسیه است.